# Cmentarz wojenny nr 313 – Bochnia
Cmentarz wojenny nr 313 – Bochnia – austriacki cmentarz wojenny z okresu I wojny światowej wybudowany przez Oddział Grobów Wojennych C. i K. Komendantury Wojskowej w Krakowie i znajdujący się na terenie jego okręgu IX Bochnia.
Jest to niewielka kwatera w zachodniej części bocheńskiego cmentarza żydowskiego 
znajdującego się na wzgórzu, we wschodniej części miasta, przy ul. Krzeczków.
Pochowano na nim żołnierzy wyznania mojżeszowego: 19 austriacko-węgierskich z 80 pułku piechoty oraz 22 i 23 pułków strzelców oraz 1 żołnierza rosyjskiego.
Cmentarz ma kształt prostokąta. Pomnik centralny to macewa a obok niego i przed nim znajdują się dwa rzędy mogił z kamieniami nagrobnymi także w kształcie macew.
Cmentarz projektował Franz Stark.